# 회충증
회충증(蛔蟲症, Ascariasis)은 회충(蛔蟲, Ascaris lumbricoides)이 사람의 장에 기생하여 일으키는 감염병이다.

## 감염 경로
보통 이 병은 회충의 충란이 포함된 음식을 섭취함으로써 감염된다. 충란이 장에 들어가면 소장에서 부화하여 기생하며 성장한다. 회충 성체는 40cm 정도까지 자랄 수 있다. 회충증에 감염된 환자가 충란이 섞인 변을 계속 배설하여, 이 충란이 흙에 섞여 또다른 사람의 체내로 들어가며 병이 전파된다.

## 임상 증상
회충 성충이 활동하며 증상이 시작되는데, 소화관에서 증식한 성충은 장을 막아 장폐색 등의 증상을 유발할 수 있다. 복통 등을 유발하는데, 간혹 구토시 회충 성충이 입으로 나오기도 한다. 유충이 뇌와 같은 민감한 부위로 들어가거나, 성충이 독성증세를 유발할 수 있는 부위로 옮겨가면 심각한 합병증을 유발할 수 있다.

## 치료 및 예방
회충증은 후진국이나 농촌 등 낙후된 지방에 많으며, 전 세계적으로 7억 명 이상이 감염되어 있는 것으로 알려져 있다. 가장 효과적인 예방법은 충란이 섞인 배설물을 잘 처리하는 것과 날채소 등을 먹을 때 잘 세척하여 먹는 것 등이다. 구충제를 사용하면 효과적으로 예방과 치료를 할 수 있다.

## 나라별 회충증

2012년 당시 100명당 감염자 수
0-1
1-2
2-3

### 대한민국
1960년대와 1970년대 대한민국이 낙후되어 있을 때 회충증에 감염된 환자 수는 매우 많았다. 이로 인해 국가 차원에서 예방과 구제 활동을 펼쳤고, 그 성과와 위생 시설 개선 등으로 대한민국에서 회충증은 매우 줄었다. 그러나 지금 회충증이 다시 늘어나고 있는 추세이다. 그러므로 손을 항상 깨끗이 씻어야 한다.